# Ulaangom
Ulaangom (mongolo: Улаангом, "valle rossa") è la capitale della provincia dell'Uvs in Mongolia. Si trova a 26 km a sud-ovest dal lago Uvs Nuur e alle pendici dei monti Harhiraa (Хархираа Уулс), 120 km a sud del confine con la Russia e 1300 km dalla capitale Ulan Bator.
La città aveva 26.319 abitanti, al censimento del 2000. È divisa in due aree suburbane: Čandman’ (Чандмань) e Uliasny Hėv (Улиасны Хэв). Ospita un consolato della repubblica russa di Tuva mentre una sede di rappresentanza della provincia dell'Uvs è presente nella capitale di Tuva, Kyzyl.
Vi sono monumenti risalenti all'era comunista, quali il monumento a Ûmžaagijn Cèdènbal (Юмжаагийн Цэдэнбал, nato nella provincia dell'Uvs), leader mongolo che ha ricoperto la carica di primo ministro e segretario generale del Partito Rivoluzionario del Popolo Mongolo, tra il 1952 e il 1984.